# IPS/UPS

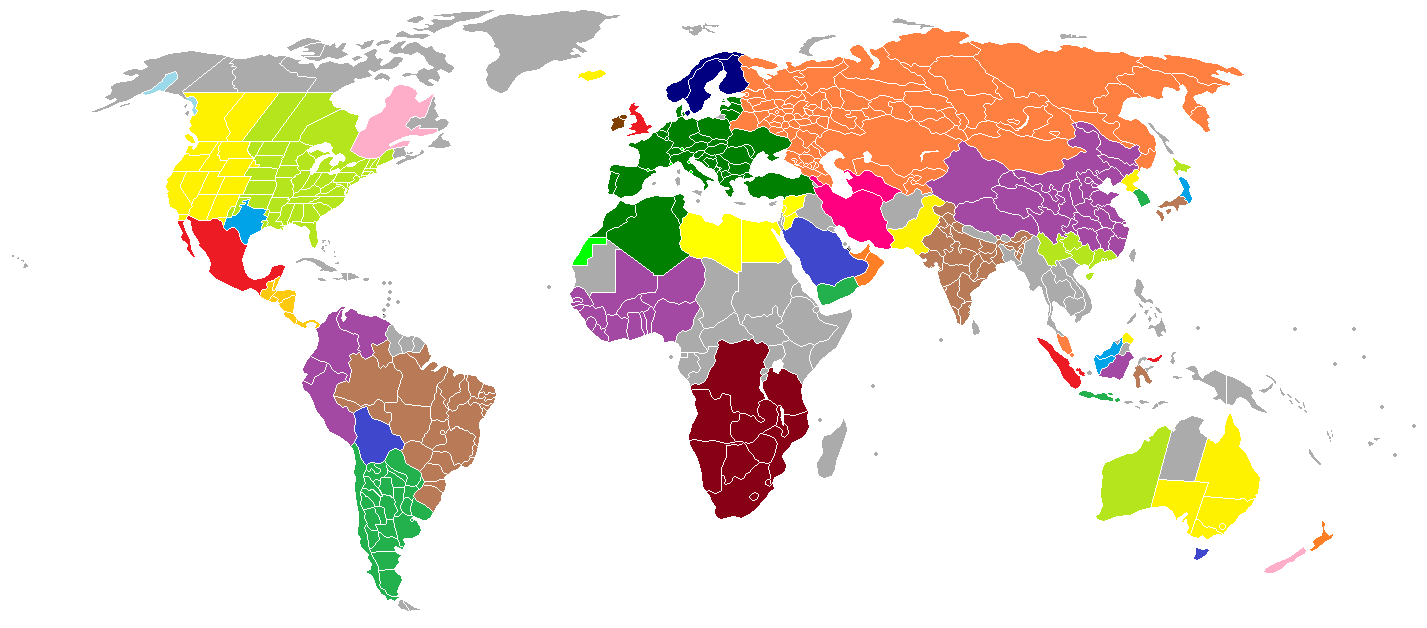
Всесвітні синхронні мережі. IPS/UPS показано помаранчевим кольором.

IPS/UPS — регіональна синхронна електромережа деяких країн СНД із єдиним режимом роботи та централізованим диспетчерським керуванням. Він має встановлену генеруючу потужність 300 гігават і виробляє 1200 терават-годин (ТВт-год) на рік для своїх 280 мільйонів клієнтів. Система охоплює вісім часових поясів.

## Історія
Об'єднана енергосистема була започаткована в 1956 році шляхом об'єднання енергосистем Центру і Середньої Волги. До 1978 року в єдину енергетичну систему входив весь Радянський Союз, крім Середньої Азії.
У 1979–1993 роках енергосистеми Польщі, Німецької Демократичної Республіки, Чехословаччини, Угорщини, Румунії та Болгарії, які нині входять до синхронної мережі континентальної Європи (ENTSO-E), працювали синхронно з Об’єднаною енергосистемою СРСР.
Країни Центральної Азії (за винятком Туркменістану) були додані до інтегрованої системи в 2001 році. У 2009 році Узбекистан відключився від системи, що також призвело до відключення Таджикистану. У 2022 році Україна відключилася, в результаті чого відключилася і Молдова.

## UPS
Російська частина з’єднання відома як Єдина енергосистема Росії (UPS; рос. Единая энергетическая система России) і включає шість регіональних операторів транспортування: ЕКО Центр, ЕКО Південь, ЕКО Північний Захід, ЕКО Середня Волга, ЕКО Урал і ЕКО Сибір. ЕКО Схід працює ізольовано від ЄЕС Росії.
ЄЕС Росії виникла в результаті Рішення Російської Федерації № 526 від 11 липня 2001 року «Про реорганізацію Об'єднаної енергетичної системи Російської Федерації». До 1 липня 2008 року РАО ЄЕС експлуатувало UPS. Нині його експлуатує Федеральна мережева компанія (ФСК ЄЕС) Росії.

## IPS
Об’єднана енергетична система (IPS) включає національні мережі Казахстану, Киргизстану, Білорусі, Азербайджану, Грузії та Монголії.
На початку 2021 року Україна оголосила, що до кінця 2023 року від’єднається від Росії та Білорусі та інтегрується в мережу континентальної Європи. У лютому 2022 року Україна була відключена через російське вторгнення в Україну в 2022 році, а також було відключено Молдову. На початку березня 2022 року Україна завершила екстрену синхронізацію з європейською мережею.

## Взаємозв'язки з іншими системами
Воно має з’єднання з системою Північної Європи через пряме з’єднання постійного струму високої напруги (HVDC) із Фінляндією потужністю 1420 мегават.
У 2005 році Росія і ЄС розглядали можливість об'єднання мережі IPS/UPS з ENTSO-E для створення єдиної синхронної супермережі, що охоплює 13 часових поясів. Була також пропозиція з'єднати російську мережу з Китаєм та іншими азійськими системами за допомогою ліній HVDC як частину азійської супермережі.